# Château Hohenschönhausen
Le château de Hohenschönhausen (en allemand : Schloss Hohenschönhausen) est un manoir situé à Alt-Hohenschönhausen, un quartier de Berlin, en Allemagne. Le petit château d'un style baroque est inscrit sur la liste des monuments historiques de la ville.

## Histoire
Un premier bâtiment en ce lieu fut construit du XIIIe au XVe siècle ; c'était une famille d’écoutète qui y habitait. Vers la fin du XVe siècle, un manoir y fut aménagé par la noble famille Röbel (de) (originaire de Röbel/Müritz), propriétaires ruraux sur le plateau de Barnim dans la marche de Brandebourg.

### Propriétaires jusqu'auXXesiècle

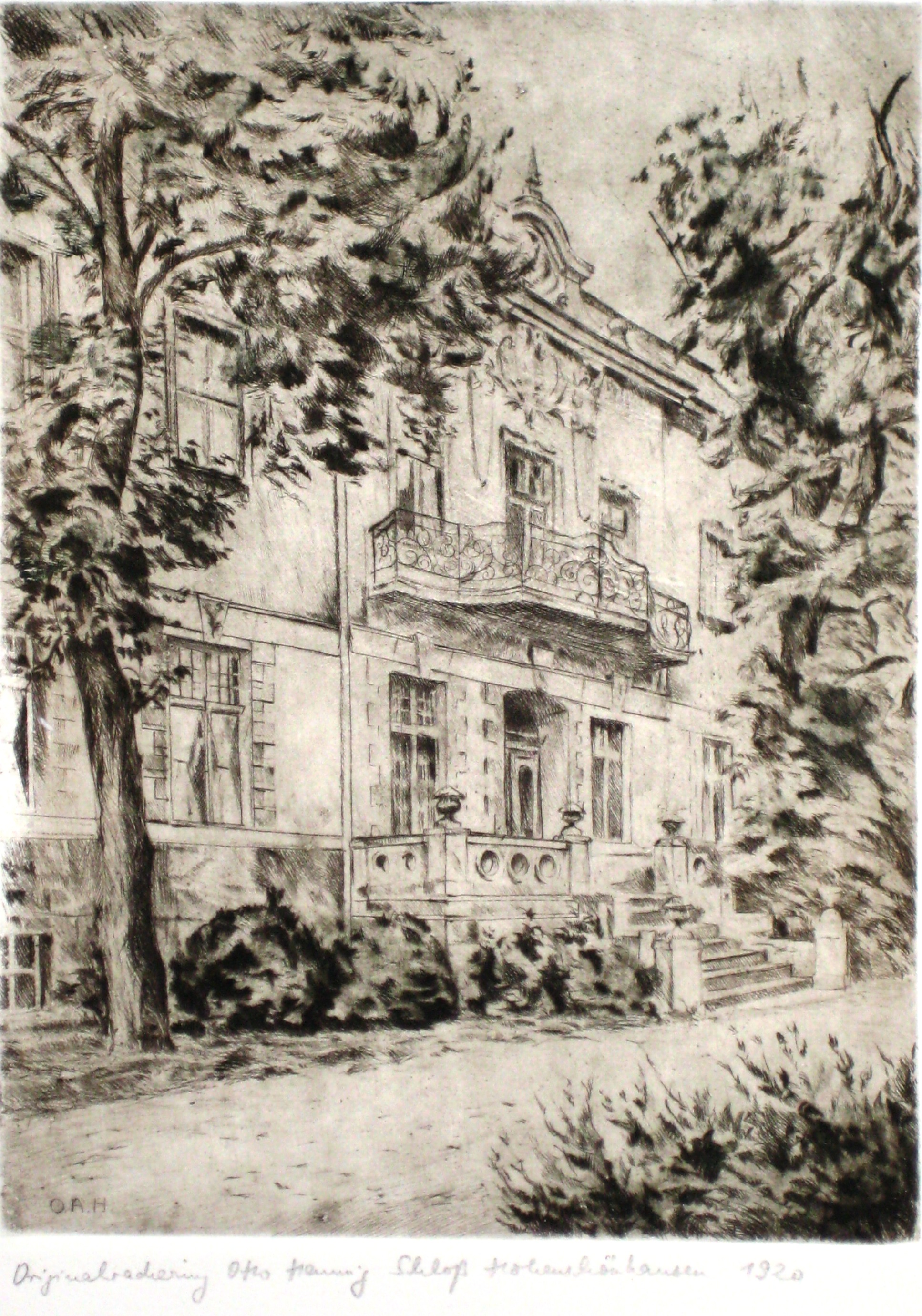
Château de Hohenschönhausen, eau-forte d'Otto Hennig (1920).

- 1736 – 1816 : Adam Ebersbach, marchand, et ses héritiers ;
- 1817 – 1890 : Friedrich Scharnweber (1770-1822), conseiller d'Etat, collaborateur du chancelier prussien Karl August von Hardenberg, et ses héritiers ;
- 1890 – 1892 : Henry Suermondt (1846-1930), banquier qui fit lotir le terrain ;
- 1893 – 1909 : Gerhard Puchmüller, marchand ;
- 1910 – 1929 : Paul Schmidt (1868-1948), entrepreneur et inventeur ;
- 1930 – 1997 : Ville de Berlin. Le manoir a été utilisé par les institutions sociales et comme hôpital.

### XXIesiècle: utilisation culturelle
En 1998, l’association de soutien du château de Hohenschönhausen (Förderverein Schloss Hohenschönhausen) a été fondée, qui a acheté le manoir en février 2008 et dès lors, s’occupe de la restauration et revitalisation culturelle du monument. L'association organise différents événements dans le château, comme des expositions, des lectures et des concerts.
Parmi les personnalités bien connues qui sont entrés en scène dans le château sont en outre la champion du monde de patinage artistique Christine Errath, le cabarettiste Dieter Hildebrandt et la guitariste autrichienne Johanna Beisteiner, qui est aussi membre honoraire de l’association de soutien. En 2021, le bâtiment a été acquis par la coopérative de logement Naues Berlin.